# Eilenburger Motoren-Werk
Die Eilenburger Motoren-Werk AG (EMW), ab 1921 Eilenburger Motoren-Werke AG, war ein deutscher Hersteller von Motoren und zwischen etwa 1909 und 1914 auch von Automobilen. Sie sind nicht zu verwechseln mit dem Automobilwerk Eisenach, das zwischen 1951 und 1953 auch unter dem Kürzel EMW firmierte.

## Geschichte

Werbung für den EMW-Wagen (etwa 1914)

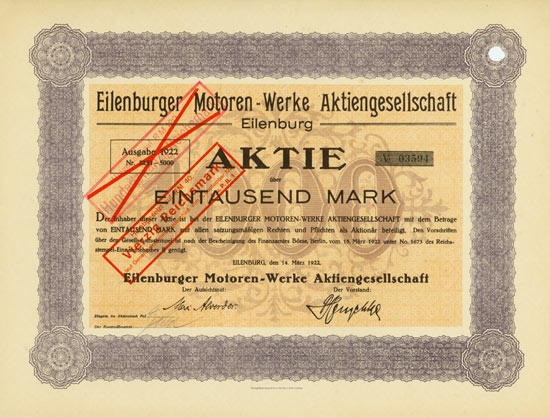
Aktie über 1000 Mark der Eilenburger Motoren-Werke AG vom 14. März 1922

Um das Jahr 1902 ließ sich der Unternehmer Dürr mit einer Motorenfabrik in der Vorstadtgemeinde Kültzschau bei Eilenburg nieder. Die Dürr-Motoren-Gesellschaft entwickelte sich zunächst schlecht, so dass es bereits 1905 zu einem Gesellschafterwechsel kam. Der aus Hamburg stammende Maschinenbauingenieur Max Alverdes erwarb bis spätestens 1909 sämtliche Geschäftsanteile und firmierte den Betrieb zu Eilenburger Motoren-Werk AG um. Unter der neuen Leitung besserte sich die wirtschaftliche Lage merklich. Etwa zu der Zeit, als Alverdes Alleingesellschafter wurde, begann in Eilenburg der Automobilbau. So war das EMW unter anderem 1909 Aussteller auf der Internationalen Automobilausstellung in Berlin.
Mit dem Ausbruch des Ersten Weltkrieges endete die Herstellung von Automobilen. Das Unternehmen bediente nun lukrative Aufträge für die Ausrüstung des kaiserlichen Heeres. Nach dem Krieg hielt der Aufschwung an, was sich in einer Betriebserweiterung in den Jahren 1919 bis 1921 widerspiegelte. Am 5. Juli 1921 wurde die Eilenburger Motoren-Werke AG gegründet. Das Krisenjahr 1923, das unter anderem von einer enormen Geldentwertung gekennzeichnet war, überstanden die EMW weitgehend unbeschadet. Seine hohe Exportquote brachte den Motorenhersteller jedoch während der Weltwirtschaftskrise 1929 in arge Bedrängnis. Wegen Auftragsmangels wurde Ende 1929 die Stilllegung des Betriebes beantragt. Am 28. Januar des folgenden Jahres beschloss die ordentliche Generalversammlung der Gesellschaft die Auflösung und anschließende Liquidation. Die EMW wurden von einem „großen süddeutschen Unternehmen“ gekauft und demontiert. 1933 richtete sich in den Werkshallen das Eilenburger Propellerwerk Gustav Schwarz GmbH ein, welches Flugzeugteile für die Wehrmacht lieferte.

## Produkte

Modellpalette der Eilenburger Motoren-Werk AG (etwa 1914)

### Automobile
Das EMW fertigte fünf verschiedene Automobilmodelle, die auf einem einheitlichen Fahrgestelltyp basierten. In welcher Stückzahl die Fahrzeuge gebaut wurden und zu welchem Preis sie angeboten wurden, ist zurzeit nicht bekannt. Ebenso ist kein erhaltenes Exemplar bekannt. Aufgrund der Fertigungsweise in weitgehender Handarbeit handelte es sich wohl um höherklassige Wagen. Folgende fünf Modelle wurden angeboten:
| Bezeichnung             | Motorleistung | Beschreibung                                                                |
| ----------------------- | ------------- | --------------------------------------------------------------------------- |
| Modell A                | 8/22 PS       | bequemer Reisewagen                                                         |
| Modell B                | 8/22 PS       | Kombinationskarosserie, geschlossen mit hochelegantem Limousine-Landaulette |
| Zweisitzer              | 8/22 PS       | Sportausführung                                                             |
| Lieferwagen offen       | 8/22 PS       | Lieferwagen mit offener Ladepritsche, Ladegewicht: 12 Zentner               |
| Lieferwagen geschlossen | 8/22 PS       | Lieferwagen mit geschlossener Ladepritsche, Ladegewicht: 10 Zentner         |

Die Spurweite der Fahrzeuge betrug 1300 Millimeter. Bei einer Breite von 1670 Millimetern und einer Länge von 4250 Millimetern erreichten die Wagen eine Höchstgeschwindigkeit von 70 Kilometern pro Stunde.
Dass, wie mehrfach postuliert, nach 1920 mindestens fünf Wagen gefertigt worden seien, erscheint unwahrscheinlich, da auf dem als Quelle angeführten Fahrzeugkatalog für „EMW Turen- und Lieferungs-Wagen [sic!]“ nur die bis 1921 geführte Unternehmensbezeichnung zu finden ist. Zudem lautete die Standortbezeichnung darauf Eilenburg-K. (für Eilenburg-Kültzschau), welche schon 1914 mit der Umbenennung in Eilenburg-Ost obsolet war. Jedoch sollen wenige verbliebene Fahrzeuge bis nach 1920 in Firmenräumen ausgestellt worden sein.

### Motoren
- Gasmotoren
- Benzinmotoren
- Benzolmotoren
- Rohölmotoren
- Plungerpumpen
- Kreiskolbenpumpen
- kompressorlose Dieselmotoren

### Sonstiges
Darüber hinaus wurden zumindest in der Anfangszeit des Unternehmens Kleinlokomotiven und Lokomobile gebaut.

## Verbleib
Firmenschriften befinden sich heute im Bestand des Deutschen Museums in München und des Stadtarchivs Eilenburg.
Ein Großteil der Betriebsanlagen ist heute noch vorhanden und wird anderweitig genutzt. Dazu gehören die ehemalige große Montagehalle in der Torgauer Landstraße 73 (um 1902, später VEB Kraftverkehr, heute Großhandel Hahn, Strothmann Schädlingsbekämpfung, PESTODO Fachversand, Vergölst) sowie das ehemalige Bürogebäude (um 1920, heute Kindertagesstätte Löwenzahn) und das Versandlager mit Präsentationsraum (um 1920, später Kino Ostlichtspiele, heute Handwerksbetriebe).